# Olaf Kotva
Olaf Kotva (november 1967) is een West-Duits langebaanschaatser. In maart 1998 reed Kotva in Calgary een nieuw werelduurrecord van 40.194,99 meter, en was daarmee de eerste man die boven de 40 kilometer uitkwam. 
Datzelfde jaar startte Kotva ook op de EK Allround, die in Helsinki plaats vond.